# Stefania percristata
Espèce
Statut de conservation UICN

 VU  : Vulnérable
Stefania percristata est une espèce d'amphibiens de la famille des Hemiphractidae.

## Répartition
Cette espèce est endémique de l'État de Bolívar au Venezuela. Elle se rencontre vers 1 600 m d'altitude sur le cerro Jaua.

## Publication originale
- Señaris, Ayarzagüena & Gorzula, 1997 "1996" : Revisión taxonómica del género Stefania (Anura: Hylidae) en Venezuela, con la descripción de cinco nuevas especies. Publicaciones Asociación Amigos Doñana, vol. 7, p. 1–56.